# Альцин, Жозеф
Жозеф Альцин (люкс. Joseph Alzin, 18 декабря 1893 — 2 сентября 1930) — люксембургский тяжелоатлет, призёр Олимпийских игр. Согласно официальной статистике является первым в истории олимпийским призёром от Люксембурга.
Родился в 1893 году в Париже (Франция). В 1920 году на Олимпийских играх в Антверпене стал обладателем серебряной медали в весовой категории свыше 82,5 кг. В 1924 году установил мировой рекорд, но на Олимпийских играх в Париже не смог добиться наград.